# Gabriel Riesser
Gabriel Riesser (2 de abril de 1806 – 22 de abril de 1863) foi um advogado, jornalista e político alemão.

## Biografia
Ambos os avós de Riesser eram rabinos, seu pai optou por trabalhar como secretário na corte da lei judaica de Altona antes de ele finalmente se tornar um comerciante em Hamburgo. Após sua formação, Johanneum Gabriel Riesser foi para Heidelberg e Kiel, onde estudou Direito de 1824 até 1828, escrevendo sua tese de doutorado em Heidelberg. Ele se tornou um dos principais defensores da emancipação dos judeus. Ele mesmo havia sofrido discriminação por causa de sua religião: em Heidelberg e Jena foi negado a ele o cargo de professor universitário, em Hamburgo, em 1829, ele foi proibido de exercer a advocacia. No seu pedido, ele abriu mão de um privilégio de igualdade de tratamento que lhe foi concedido durante a ocupação francesa. Seu pedido, no entanto, foi recusado porque ele não era formalmente cidadão (ele, como judeu, não poderia tornar-se) da cidade de Hamburgo.
Como reação Riesser publicou em 1831 um ensaio chamado "Stellung der Bekenner des mosaischen Glaubens in Deutschland" (Sobre a posição dos confessores da fé judaica na Alemanha) e fundou em 1832 a revista "Der Jude, periodische Blätter für Religions-und Gewissensfreiheit" (O judeu, periódicos para a Liberdade de Religião e Pensamento). Ele também escreveu uma nota sobre a emancipação dos judeus para o parlamento do estado alemão de Baden, em 1833. De 1836 em diante, compôs a "Jüdische Briefe" (Cartas judaicas) em Bockenheim perto de Frankfurt am Main, que foram posteriormente publicadas em Berlim, em 1840-42.
Em 1840, a Hamburg City Council (Senat) aprovou uma lei declarando que "künftighin auch ein oder zwei Mitglieder der hiesigen israelitischen Gemeinde, wenn sie sonst dazu qualifiziert wären, Notare werden könnten" (no futuro, também um ou dois membros da comunidade judaica local pode tornar-se os notários, se caso contrário eles foram devidamente qualificados). Esta mudança de atitude do Senado foi provocada pela morte do tabelião judeu Mayer Israel Breslau, que havia sido empossado pelos franceses em 1811. Riesser foi requerido para o cargo vago. De 1840 a 1857, exerceu a profissão de notário, em Hamburgo.

## Como político
Em 1848, Riesser era um membro do revolucionário Parlamento de Frankfurt, onde foi vice-presidente. Ele foi eleito pelo círculo eleitoral de Lauenburg. Riesser era um membro da Kaiserdeputation que ofereceu o rei prussiano Frederico Guilherme IV a coroa alemã.

## Legado

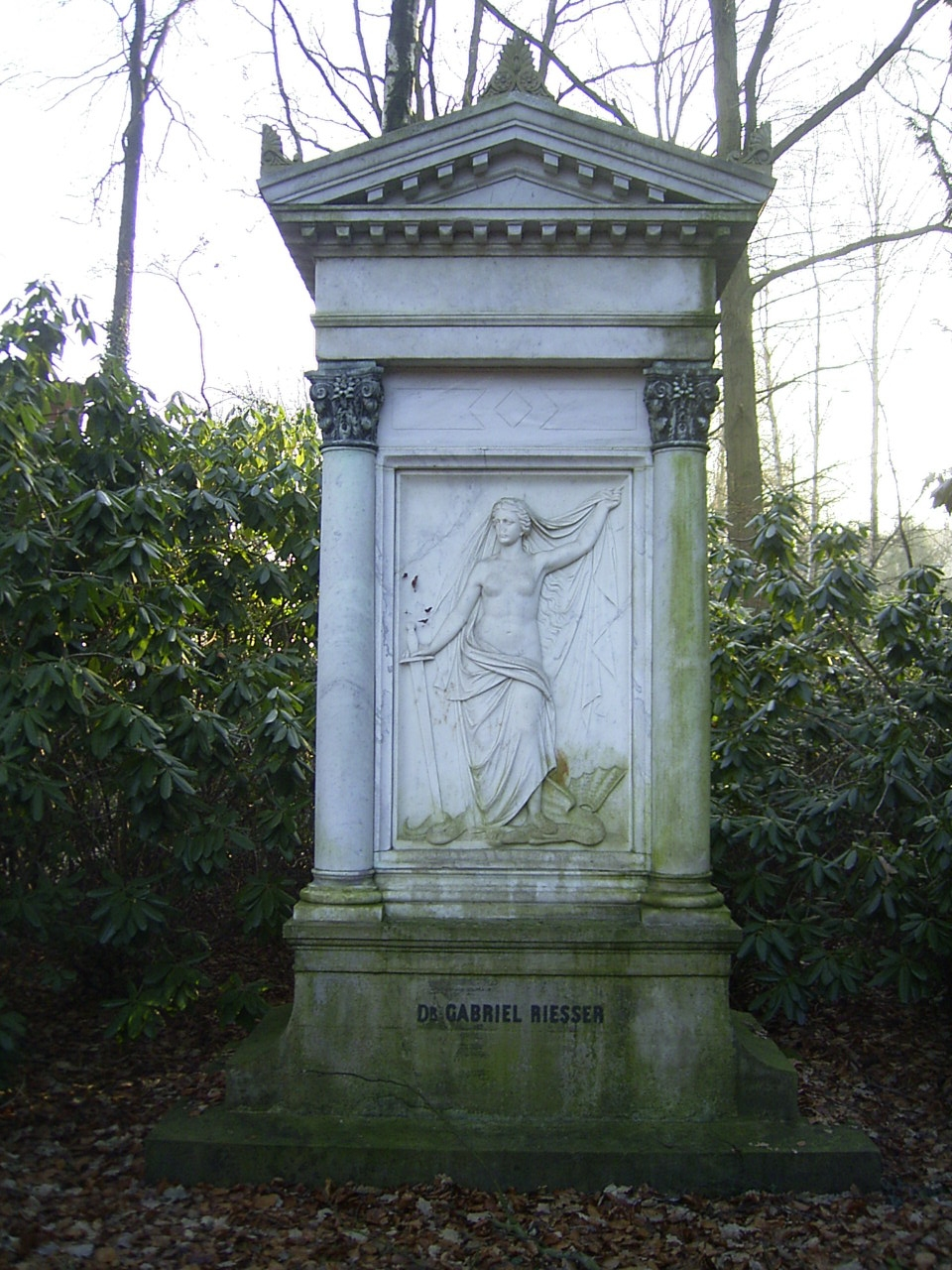
Túmulo de Riesser no cemitério judaico de Hamburgo.

Quando os direitos civis dos "Paulskirchenverfassung" (constituição Paulskirche) entraram em vigor em fevereiro de 1849, Riesser foi capaz de se tornar cidadão de Hamburgo. Em 1859 ele se tornou "Obergerichtsrat" (juiz principal). Ele foi o primeiro juiz judeu da Alemanha.
Gabriel Riesser foi enterrado no cemitério Grindel da comunidade judaica em Hamburgo. Quando os nazistas aboliram este cemitério, o túmulo foi transferido para o Cemitério Judaico Ohlsdorf em Hamburgo.
Há uma rua com o nome Riesser em Hamburgo